# Gary Northfield
Gary Northfield ist ein britischer Comiczeichner und Kinderbuchautor. Zu seinen bekanntesten Werken zählen die „Derek the Sheep“-Comics sowie die Kinderbuchreihe um Julius Zebra.

## Werke
- 2016: Julius Zebra – Raufen mit den Römern (Die Julius Zebra-Bücher, Band 1), ISBN 978-3-570-16392-4
- 2017: Julius Zebra – Boxen mit den Briten (Die Julius Zebra-Bücher, Band 2), ISBN 978-3-570-16393-1
- 2018: Julius Zebra – Ärger mit den Ägyptern (Die Julius Zebra-Bücher, Band 3), ISBN 978-3-570-16490-7
- 2019: Julius Zebra – Gerangel mit den Griechen (Die Julius Zebraaa-Reihe, Band 4), ISBN 978-3-570-17621-4
- 2024: Leif Wolffson – Total verpeilt im Eisbärenland (Die Leif Wolfsson-Reihe, Band 1), ISBN 978-3-570-18140-9